# Mula (província)
Muğla (em português: Mula) é uma província e área metropolitana do sudoeste da Turquia, situada na região do Egeu, com capital na cidade homónima. Tem 12 654 km² de área e em dezembro de 2021 tinha 1 021 141 habitantes (densidade: 80,7 hab./km²).
A província está subdividida nos seguintes distritos. Muğla, a capital, pertence ao distrito de Menteşe.
- Bodrum
- Dalaman
- Datça
- Fethiye
- Kavaklıdere
- Köyceğiz
- Marmaris
- Menteşe
- Milas
- Ortaca
- Seydikemer
- Ula
- Yatağan